# Keith Ferguson
Keith James Ferguson (ur. 26 lutego 1972 w Los Angeles) – amerykański aktor komediowy i głosowy, były futbolista.